# Richard Prentout
Richard Prentout, né le 6 avril 1889 à Cambremer (Calvados) et mort le 1er septembre 1976 à Donnay (Calvados), est un homme politique français.

## Biographie
Médecin à Thury-Harcourt, il est conseiller général du canton de Thury-Harcourt en 1929 et maire de Thury-Harcourt en 1935. Il est député du Calvados de 1932 à 1936, siégeant à gauche. Il est battu aux élections de 1936 au terme d'une campagne très dure où sa voiture a été dynamitée, alors qu'il vient précisément de faire face à la marche des Croix de Feu contre l'Assemblée Nationale le 6 février 1934 et de contribuer à la victoire du Front populaire. 
Il est également auteur de romans et nouvelles ainsi que de monographies sur sa région. Son roman Le Sentier (1959) est adapté au cinéma par le réalisateur Georges Lautner sous le titre Arrêtez les tambours (1960). Bernard Blier y tient le rôle d'un médecin humaniste, maire de son village en Normandie, durant la Seconde Guerre mondiale, peu avant et pendant le débarquement allié de 1944 précisément.

## Œuvres
- Le Sentier, Avignon : E. Aubanel (impr. Aubanel père), 1959, 189 p.
- Par-delà les cimes, Blainville-sur-Mer, l'Amitié par le livre (Rennes, Impr. réunies), 1963, 221 p.
- Thury-Harcourt, Harcourt (Calvados), G. Duverne, 1967,  In-4° oblong, 23 p.

## Sources
- « Richard Prentout », dans le Dictionnaire des parlementaires français (1889-1940), sous la direction de Jean Jolly, PUF, 1960 [détail de l’édition]